# Круус, Хейно Рихардович
Хейно Рихардович Круус (эст. Heino Kruus; 30 сентября 1926, Таллин — 24 июня 2012) — советский и эстонский баскетболист и баскетбольный тренер.
Двукратный чемпион Европы.
Серебряный призёр летних Олимпийских играх 1952 года в составе сборной СССР. В чемпионате СССР выигрывал золотую (1949), серебряную (1950) и бронзовую (1945) медали.